# سیارک ۹۲۰۷
سیارک ۹۲۰۷ (به انگلیسی: 9207 Petersmith، نامگذاری:1994SF12) نه هزار و دویست و هفتمین سیارک کشف شده‌است که در ۲۹ سپتامبر ۱۹۹۴ کشف شد.
قدر مطلق سیارک برابر ۱۴٫۲۰ است.